# Episodi di The Cleveland Show (prima stagione)
La prima stagione della serie televisiva The Cleveland Show, composta da 21 episodi, è andata in onda negli Stati Uniti dal 27 settembre 2009 al 23 maggio 2010 su Fox.
In Italia, la prima stagione è stata trasmessa dal 7 settembre al 9 novembre 2010 su Fox. 

## Episodi
| N° | Codice di produzione | Titolo italiano              | Titolo originale                             | Prima TV USA      | Prima TV Italia   |
| -- | -------------------- | ---------------------------- | -------------------------------------------- | ----------------- | ----------------- |
| 1  | 1APS01               | Ritorno a casa               | Pilot                                        | 27 settembre 2009 | 7 settembre 2010  |
| 2  | 1APS02               | Da assassino a ballerino     | Da Doggone Daddy-Daughter Dinner Dance       | 4 ottobre 2009    | 7 settembre 2010  |
| 3  | 1APS04               | Figli e amici                | The One About Friends                        | 11 ottobre 2009   | 14 settembre 2010 |
| 4  | 1APS03               | Nascita di un venditore      | Birth of a Salesman                          | 18 ottobre 2009   | 14 settembre 2010 |
| 5  | 1APS08               | Il voto di purezza           | Cleveland Jr.'s Cherry Bomb                  | 8 novembre 2009   | 21 settembre 2010 |
| 6  | 1APS07               | Serata tra donne             | Ladies' Night                                | 15 novembre 2009  | 21 settembre 2010 |
| 7  | 1APS09               | Il giorno del ringraziamento | A Brown Thanksgiving                         | 22 novembre 2009  | 28 settembre 2010 |
| 8  | 1APS05               | Il bambino geloso            | From Bed to Worse                            | 29 novembre 2009  | 28 settembre 2010 |
| 9  | 1APS11               | Babbo Natale nero            | A Cleveland Brown Christmas                  | 13 dicembre 2009  | 5 ottobre 2010    |
| 10 | 1APS06               | L'uomo dei bisogni           | Field of Streams                             | 3 gennaio 2010    | 5 ottobre 2010    |
| 11 | 1APS10               | L'apparenza inganna          | Love Rollercoaster                           | 10 gennaio 2010   | 12 ottobre 2010   |
| 12 | 1APS12               | Guerra fra bande             | Our Gang                                     | 31 gennaio 2010   | 12 ottobre 2010   |
| 13 | 1APS13               | Piaceri sepolti              | Buried Pleasure                              | 14 febbraio 2010  | 19 ottobre 2010   |
| 14 | 1APS14               | Junior e il mondo del lavoro | The Curious Case of Jr. Working at The Stool | 21 febbraio 2010  | 19 ottobre 2010   |
| 15 | 1APS16               | Luna di miele                | Once Upon a Tyne in New York                 | 21 marzo 2010     | 26 ottobre 2010   |
| 16 | 1APS17               | La rapina                    | The Brown Knight                             | 28 marzo 2010     | 26 ottobre 2010   |
| 17 | 1APS18               | Una morte inaspettata        | Gone With the Wind                           | 11 aprile 2010    | 2 novembre 2010   |
| 18 | 1APS20               | Amore fraterno               | Brotherly Love                               | 2 maggio 2010     | 2 novembre 2010   |
| 19 | 1APS21               | La parata della fratellanza  | Brown History Month                          | 9 maggio 2010     | 2 novembre 2010   |
| 20 | 1APS19               | La febbre del gioco          | Cleveland's Angels                           | 16 maggio 2010    | 9 novembre 2010   |
| 21 | 1APS22               | Il testimone                 | You're the Best Man, Cleveland Brown         | 23 maggio 2010    | 9 novembre 2010   |

## Ritorno a casa
- Titolo originale: Pilot
- Diretto da: Anthony Lioi
- Scritto da: Seth MacFarlane, Richard Appel e Mike Henry

### Trama
Cleveland divorzia con la moglie Loretta, ma nessuno fra i suoi amici di Quahog è disposto ad ospitarlo; così decide di partire, assieme a suo figlio Cleveland Junior, per la California. Durante il viaggio i due si fermano a Stoolbend in Virginia, città natale di Cleveland, dove vivono ancora i suoi genitori, durante la visita del liceo da lui frequentato, incontra Donna Tubbs, della quale Cleveland è innamorato sin dai tempi del liceo (Donna, nel frattempo, si è sposata con l'allora fidanzato Robert e, in seguito, hanno divorziato). A Stoolbend Cleveland fa subito conoscenza con i vicini di casa Tubbs, Lester Krinklesac, Holt e due orsi parlanti, Tim e la moglie Arianna, prende confidenza con i bambini di Donna, Roberta e Rallo ed inizia a pensare ad un possibile futuro con la sua amata. Ma Robert decide di tornare a vivere a casa di Donna, quindi Cleveland, per lasciarli soli, anticipa la data di partenza per la California. Tuttavia, Cleveland Jr. fa capire al padre che ciò che lo renderebbe davvero felice è stare con Donna, così Cleveland torna indietro e dice a Donna di amarla. Alla fine dell'episodio i due si sposano.

## Da assassino a ballerino
- Titolo originale: Da Doggone Daddy-Daughter Dinner Dance
- Diretto da: Chuck Klein
- Scritto da: Julius Sharpe

### Trama
Cleveland dimostra molti problemi a relazionarsi con i membri della sua nuova famiglia, in particolare con Roberta, la quale è molto suscettibile a causa dell'imminente ballo padre-figlia. L'anno precedente infatti è rimasta delusa dal padre e non vuole più parteciparvi. Come Cleveland, anche il figlio presenta dei problemi nell'ambientarsi nella scuola di Stoolbend e ad inserirsi fra i nuovi compagni, così il padre gli racconta che al liceo scoprì di essere un asso del baseball e gli consiglia di capire cosa sa fare veramente.
Cleveland regala un paio di orecchini a Roberta, la quale si convince a dare una possibilità al suo patrigno. Cleveland Jr., intanto, fa amicizia con dei ragazzi che lo usano letteralmente come "porta umana" per i gabinetti, i quali necessitano, per l'appunto, di porte che garantiscano un minimo di riservatezza. Cleveland, frattanto, investe accidentalmente il cagnolino di Rallo, Meadowlark Lemon, e se ne sbarazza dandolo a Lester, il quale decide di cucinarlo e mangiarlo assieme a sua moglie. Il giorno seguente, Cleveland e Rallo vanno alla ricerca del cagnolino, rovistando perfino in posti impensabili (come nella fogna o fra delle interiora di pollo). I vicini di casa gli consigliano di essere onesto col figlio se vuole davvero conquistarlo, così Cleveland decide di raccontare la verità alla famiglia. Rallo rimane molto arrabbiato col padre e Roberta non vuole più fidarsi di lui. Il giorno seguente, Cleveland arriva a casa con un nuovo cagnolino, Kareem Abdul Jabbau, che non viene accettato dai Tubbs e viene subito ucciso dal cane lupo di Lester. Roberta va al ballo da sola e Rallo inizia a provocare Cleveland, per scatenare in lui il suo istinto di capo famiglia. I due si rappacificano e Cleveland corre a riconquistare sua figlia. Ma, una volta arrivato a scuola, scopre che Cleveland Jr. passa molto del suo tempo servendo la gente che va al gabinetto; quindi Cleveland gli dice che non si riferiva a quello quando parlava di "ciò che sa fare veramente" e gli promette di insegnargli a giocare a baseball. Arrivato nella sala da ballo, Cleveland va da Roberta e le chiede scusa; lei lo perdona e scendono in pista.

## Figli e amici
- Titolo originale: The One About Friends
- Diretto da: Oreste Canestrelli
- Scritto da: Jonathan Green e Gabe Miller

### Trama
Cleveland torna a casa e vede Rallo parlare con altri bambini, Roberta chattare e telefonare con le sue amiche e trova Junior in un angolino, impegnato a contare fino a un milione. Cleveland decide quindi di trovargli un amico, senza ottenere risultati. Tornando a casa incontra Ernie, il figlio di Lester, e gli presenta Cleveland Jr.; i due fanno amicizia e passano molto tempo assieme. Ernie decide di trasferirsi dai Brown-Tubbs, per stare più tempo con Junior e perché si trova molto meglio nella loro casa. Cleveland chiama i servizi sociali per far tornare Ernie da Lester, ma l'assistente sociale, accortosi delle condizioni in cui vive la famiglia Krinklesac, porta via Ernie e lo dà in adozione ad un'altra famiglia. Cleveland, per far reagire Lester (al quale sembra non importare nulla delle sorti del figlio), gli dice che per riottenere indietro suo figlio deve combattere contro il governo, ma Lester fraintende il consiglio di Cleveland e, il giorno dell'udienza, si dirige verso la casa dei genitori adottivi di Ernie con dei suoi amici armati. Tuttavia, anche i nuovi genitori di Ernie si rivelano essere armati e si giunge ad una violenta sparatoria. Alla fine Lester, chiaritosi col figlio, ottiene il permesso di riportarlo a casa.

## Nascita di un venditore
- Titolo originale: Birth of a Salesman
- Diretto da: Chris Graham
- Scritto da: Kirker Butler

### Trama
Cleveland è in cerca di un lavoro, così Tim gli propone di andare a fare il venditore nell'azienda dove lavora lui. Inizialmente titubante, Cleveland accetta e si rivela subito essere un venditore migliore di Tim, tanto da ricevere il premio bonus di 200 dollari per le vendite che fino ad ora ha sempre preso l'orso. Intanto, sempre in azienda, incontra Terry Kimple, un vecchio amico del liceo che una volta l'ha salvato dall'espulsione dalla scuola. Cleveland, Terry e Tim vanno a spendere i 200 dollari al bar, ma, al ritorno, Terry ha un tamponamento in auto in stato di ebbrezza e Cleveland lo copre, per ricambiargli il favore fattogli al liceo. Donna è orgogliosa di Cleveland, ma il capo lo convoca nel suo ufficio per licenziarlo. Cleveland si accorge che il capo ha molte foto che lo ritraggono con Terry, e da ciò e da altri dettagli (come la tazza di Sex & the City) si rende conto che il capo è non solo omosessuale, ma innamorato proprio di Terry. Così inizia a raccontargli delle storie dei tempi del liceo con Terry protagonista, così il capo lo perdona e giungono ad un patto: Cleveland lavorerà assieme a Terry come installatore (ottenendo un aumento di stipendio) ma dovrà raccontargli ogni giorno una storia su Terry davanti ad una tazza di tè. Tim verrà riconosciuto come miglior venditore, ricevendo anche lui un aumento di stipendio.
Nel frattempo, Rallo e Roberta si accorgono che Junior fa molte faccende di casa in maniera ossessiva e capiscono che il suo comportamento è dovuto al fatto che non si è ancora sfogato per la separazione del padre e della madre. Decidono quindi di farlo piangere puntando sui suoi difetti fisici e, una volta fatto sfogare, si riconciliano.

## Il voto di purezza
- Titolo originale: Cleveland Jr.'s Cherry Bomb
- Diretto da: Mike L. Mayfield
- Scritto da: Aseem Batra

### Trama
Cleveland è ad una partita di baseball e vede Roberta amoreggiare col fidanzato Federline. A Donna la cosa non preoccupa, in quanto è convinta che, avendo già affrontato il discorso sul sesso, Roberta sappia quali rischi e responsabilità comporti avere dei rapporti sessuali e non la reputa talmente ingenua da perdere presto la sua verginità. Nonostante ciò, Cleveland si confida con i vicini di casa e Tim gli consiglia di portare la sua famiglia in chiesa. Lì, il sacerdote chiede agli adolescenti presenti di fare un "voto di purezza" fino a quando non siano diventati abbastanza maturi. Ma le aspettative di Cleveland vengono tradite: non è infatti Roberta a fare il giuramento, ma Junior. Cleveland cerca di far capire a suo figlio quanto sia importante stare con una ragazza ed arriva persino a chiedere aiuto a Federline, che in cambio gli chiede il permesso di riaccompagnare a casa Roberta a mezzanotte. Tuttavia, mentre Clevenald sta prendendo in giro suo figlio con i vicini, Junior lo sente e decide di perdere la sua verginità; chiede ad Ernie un consiglio e questo gli dice che a volte ha visto suo padre pagare delle donne per avere in cambio qualsiasi tipo di rapporto sessuale. Junior accoglie il consiglio dell'amico e vanno insieme verso la casa di tolleranza. Cleveland e Lester se ne accorgono e li raggiungono. Cleveland chiede al figlio di perdonarlo e gli dice che dev'essere lui a decidere della sua verginità. I due vanno, quindi, al "ballo della purezza" organizzato dalla parrocchia, dove Cleveland Jr. conosce una ragazza e i due si baciano.

## Serata tra donne
- Titolo originale: Ladies' Night
- Diretto da: Justin Ridge
- Scritto da: Clarence Livingston

### Trama
Donna non è affatto entusiasta di frequentare soltanto le mogli degli amici di Cleveland, così si rimette in contatto con delle sue vecchie amiche single, alle quali racconta di essere ancora divorziata. Inizialmente mente a Cleveland, ma successivamente si fa scoprire. Entrambi si scusano, Donna perché gli ha mentito, Cleveland perché non può imporle di stare con le mogli dei suoi amici. Tuttavia, ormai le amiche di Donna hanno scoperto che è sposata e non possono perdonarla. Quindi, per farsi perdonare, Cleveland inscena un tradimento proprio davanti alle sue amiche, che consigliano a Donna di lasciarlo. Donna sta al gioco di Cleveland e rientra a far parte del gruppo di single.
Intanto, a causa di uno scherzo, Junior viene candidato alle elezioni per il rappresentante d'istituto degli alunni. Aiutato da Rallo, inizialmente mettono il concorrente sordo in cattiva luce di fronte a tutta la scuola, ma, successivamente, Cleveland Jr. gli salva la vita; così il suo avversario si ritira e gli fa vincere le elezioni.

## Il giorno del ringraziamento
- Titolo originale: A Brown Thanksgiving
- Diretto da: Chuck Klein e Matt Engstrom
- Scritto da: Matt Murray

### Trama
È il Giorno del ringraziamento e a casa Brown/Tubbs sono arrivati i genitori di Cleveland: Evelyn, la madre, soprannominata "Cookie", che è molto critica con Donna, e LeVar, soprannominato "Treno merci", che ha lasciato la moglie per ben due volte ed è in una continua disputa col figlio. Mentre i quattro iniziano a litigare, sopraggiunge zia Momma, la zia di Donna, placando le acque con le sue battute di spirito, spesso e volentieri molto grezze. Cleveland scopre che zia Momma ha un pene e, vedendo che suo padre sembra essere molto attratto da lei, cerca di avvertirlo prima che i due facciano del sesso. Ma LeVar non vuole ascoltare Cleveland e va in camera da letto assieme a zia Momma. Successivamente, Cleveland capisce che i due hanno fatto del sesso anale e che, dunque, LeVar non si è accorto di niente. Durante la cena del ringraziamento, i due fanno continui ed espliciti riferimenti al loro rapporto e Cleveland si sente male. Dopo la cena, Cleveland chiede a zia Momma perché ha mentito a Donna. Lei gli dice che Donna è rimasta troppo presto senza genitori e che le serviva una figura materna sulla quale lei potesse contare e che fosse il suo punto di riferimento, così zio Kevin diventò zia Momma. Una volta andata via zia Momma, Cleveland, per vendicarsi nei confronti di suo padre, gli racconta tutto e gli dice che, se non vuole che si sappia che è andato a letto con un travestito, deve tenere la bocca chiusa con Donna e riconciliarsi con Evelyn.

## Il bambino geloso
- Titolo originale: From Bed to Worse
- Diretto da: Anthony Agrusa
- Scritto da: Teri Schaffer e Raynelle Swilling

### Trama
Rallo è geloso di Cleveland, in quanto vorrebbe che la madre si concentrasse solo su di lui. Inizia dunque a fingere ogni notte di avere degli incubi, così da poter passare tutte le notti nel letto dei due coniugi. Cleveland convince Donna che un normale matrimonio non può funzionare così, e lei parla col figlio affinché provi a dormire da solo per qualche notte. Allora Rallo si getta dalle scale, rompendosi una gamba, così da poter incolpare Cleveland, il quale gli ha fatto cambiare stanza, modificando la sua cognizione dello spazio. Cleveland cede alla tortura di Rallo e gli permette di dormire con la madre. Tuttavia, non appena Rallo si accorge che anche Donna soffre per non avere accanto il proprio marito, scende a patti con Cleveland, riconsegnandogli la stanza.
Nel frattempo Cleveland Jr. va ad una gita scolastica assieme a Roberta a Washington. I due non hanno un ottimo rapporto, ma, quando Junior salva Roberta da alcuni malintenzionati, in ella cresce un forte senso di simpatia per il neo-fratellino. Gli accompagnatori del viaggio d'istruzione sono Tim ed Ariann, i quali, nel corso della gita, riscoprono la bellezza del sentirsi giovani e liberi.

## Babbo Natale nero
- Titolo originale: A Cleveland Brown Christmas
- Diretto da: Oreste Canestrelli
- Scritto da: Jonathan Green e Gabe Miller

### Trama
Cleveland scopre che Robert ha mentito a Rallo, dicendogli di non poter essere più presente in quanto è un agente dell'FBI. Rallo ha sempre stimato molto suo padre e a Cleveland dà fastidio non riuscire a sostituire adeguatamente Robert. Così, vestito da Babbo Natale ed avendo bevuto qualche bicchiere di troppo, dice a Rallo la verità su suo padre. Rallo, allora, inizia ad odiare Babbo Natale e il Natale stesso. Cleveland capisce di aver sbagliato, così rintraccia Robert e lo convince ad andare dal figlio per fargli tornare lo spirito natalizio. Robert, tuttavia, per non perdere la stima di Rallo, giustifica la sua recente lunghissima assenza raccontandogli che in realtà lui è Babbo Natale.

## L'uomo dei bisogni
- Titolo originale: Field of Streams
- Diretto da: Ian Graham
- Scritto da: Aaron Lee

### Trama
Cleveland e Terry si impegnano per mettere a nuovo il campo da baseball del liceo di Stoolbend, dove loro stessi giocavano nel 1984. Cleveland, per distogliere il figlio dal club della matematica, decide di prenderlo in squadra e consegnargli la sua vecchia maglia col numero 9. Junior, tuttavia, è pessimo nel gioco del baseball, così Cleveland decide di irrompere a scuola di notte per riprendersi la maglietta dall'armadietto del figlio. Cleveland Jr. però guarda il video della telecamera di sorveglianza e scopre che è stato il padre a rubargliela, il quale cerca di scusarsi, ma gli ribadisce che è proprio negato per il baseball. In seguito, Cleveland si scusa nuovamente per non averlo apprezzato per ciò in cui è bravo.

## L'apparenza inganna
- Titolo originale: Love Rollercoaster
- Diretto da: Ron Rubio
- Scritto da: Kirker Butler

### Trama
Cleveland inventa con i suoi amici il "piattino a rotelle", apparecchio che permette di far scorrere le bottiglie ed i bicchieri sopra il tavolo. Dopo aver organizzato uno stand alla fiera delle invenzioni, Cleveland viene cacciato dal gruppo per discordanze sul nome da assegnare all'invenzione. Successivamente, Tim e gli altri vanno a scusarsi con Cleveland, ma gli annunciano che l'invenzione era rimasta a nome suo e quindi è stato denunciato lui per aver plagiato un prodotto già esistente nonché coperto da copyright.
Frattanto, Roberta fa una scommessa con una supplente per dimostrarle che, anche se fosse stata brutta, la sua intelligenza e la sua simpatia le avrebbero spalancato qualsiasi porta. Ella, dunque, torna a scuola travestita da Tyra, utilizzando un costume da ragazza obesa, e fa amicizia con Junior. I due vincono la gara di scienze costruendo insieme un razzo, così Roberta riesce a vincere la scommessa. Tuttavia, Cleveland Jr. si innamora di lei, così Roberta (nei panni di Tyra) gli dice di doversi trasferire in Alaska. I due si lasciano da amici.

## Guerra fra bande
- Titolo originale: Our Gang
- Diretto da: Anthony Agrusa
- Scritto da: Aaron Lee

### Trama
A scuola di Junior ci sono otto teppisti ai quali il preside vuole dare una severa lezione, così Cleveland si propone di portarli sulla buona strada. Essi innanzitutto fondano un club: i "Crazy Eight", per poi impegnarsi in un'attività. Decidono dunque, con l'aiuto di Junior, di cucinare dei biscotti da rivendere. Gli incassi sono altissimi, ma Cleveland non si insospettisce. Ad un certo punto, però, una gang ruba la loro merce ed i soldi, avvertendoli di non vendere più nella loro zona; Cleveland, quindi, va da loro e riprende tutto. Ma i Crazy Eight gli confessano di non aver mai venduto biscotti, bensì cocaina ed eroina. Intanto Cleveland riceve una telefonata: è il capo della gang, il quale gli comunica di aver rapito Junior e di rivolere indietro la merce. Essendosi precedentemente disfatto della droga, Cleveland si convince che l'unico modo per salvare il figlio è di armarsi ed andare a recuperarlo con la forza. Giunto alla sede della gang, Cleveland viene preso sotto tiro ma viene salvato dal fratello Broderick, appena giunto dall'Afghanistan con 100 chili di eroina afghana purissima. Così Cleveland e gli otto vengono rilasciati.

## Piaceri sepolti
- Titolo originale: Buried Pleasure
- Diretto da: Ian Graham
- Scritto da: Julius Sharpe

### Trama
Cleveland si accorge che il suo vicino Holt ha dei seri problemi a relazionarsi con le donne a causa dell'iperprotettività di sua madre, così lo invita a parlarle. Holt le consiglia di andare in vacanza, così da poter passare un po' di tempo con Kimmy, la sua bambola gonfiabile. La sera stessa, riflette sul fatto che quella non sia una vera e propria relazione, così decide di sbarazzarsene seppellendola. Cleveland e Donna vedono tutto, ma, fraintendendo, pensano che Holt abbia ucciso sua madre. Chiamano quindi la polizia e, dopo aver spiegato il disguido, i poliziotti sequestrano Kimmy e Cleveland decide di trovare una ragazza per Holt. Così, aiutato da Terry, parla con la sua collega Jane, amante dei gatti e molto sfortunata con gli uomini, per organizzarle un appuntamento con Holt. I due sembrano avere in comune la passione per la musica e tra loro nasce subito un sentimento. Cleveland e gli altri si accorgono però subito che Holt è vittima di dure violenze da parte di Jane, così si offrono per andare a parlare con quest'ultima, ma vengono picchiati uno dopo l'altro, non potendosi difendere in quanto colpire una donna è disonorevole. Le rispettive mogli, quindi, vendicano il torto subito e cacciano Jane. Holt, nel vedere l'affiatamento tra i suoi amici e le loro compagne di vita, si rattrista. Quindi Cleveland e gli altri rintracciano Kimmy e la riconsegnano ad Holt.
Intanto Rallo vince un pesce al luna park, il quale viene ingurgitato accidentalmente da Junior. Rallo, dunque, considera Cleveland Jr. come se fosse una donna incinta, trattandola con i dovuti modi, fino al momento in cui il "bambino" non nascerà.

## Junior e il mondo del lavoro
- Titolo originale: The Curious Case of Jr. Working at The Stool
- Diretto da: Justin Ridge
- Scritto da: Kevin Biggins e Travis Bowe

### Trama
Cleveland trova lavoro al figlio come cameriere a Lo sgabello rotto, il bar dov'è solito andare a bere con i suoi amici. Tuttavia, sin dall'inizio non riesce a sopportare la presenza di Junior nel bar, così lo fa licenziare. Ceveland Jr. decide dunque di attuare una lenta vendetta per far imparare la lezione al padre.
Intanto un'amica di Roberta ha preso con sé un cucciolo di chihuahua, così lei, per attirare l'attenzione della sua comitiva, finge di aver adottato un bambino africano, impersonato da Rallo.

## Luna di miele
- Titolo originale: Once Upon a Tyne in New York
- Diretto da: Mike Mayfield
- Scritto da: Aaron Lee

### Trama
Cleveland si accorge di non aver portato mai Donna in luna di miele, così le propone di andare a New York. Tuttavia, vengono accompagnati anche da Tim, Lester, Holt e coach McFall, il vecchio allenatore di baseball di Cleveland. Proprio quest'ultimo ha proposto New York come meta, per riconquistare una sua vecchia fiamma, l'ormai attrice Tyne Daly. Inoltre vengono seguiti da Roberta, Junior e Rallo, i quali si nascondono nel bagagliaio dell'automobile con l'obiettivo di riuscire ad apparire su MTV.

## La rapina
- Titolo originale: The Brown Knight
- Diretto da: Matt Engstrom
- Scritto da: Aseem Batra

### Trama
Cleveland e Donna vengono rapinati, ma quest'ultima è l'unica ad avere il coraggio di affrontare il ladro, il quale spara accidentalmente a Cleveland, che diventa famoso come un eroe e viene chiamato dalla NBC per una testimonianza televisiva. Tuttavia, una volta in TV, viene trasmesso il video delle telecamere di sorveglianza che lo mostra in tutta la sua vigliaccheria. Cleveland decide dunque di rintracciare il rapinatore, ma viene catturato da questo e poi salvato nuovamente da Donna.
Intanto, Roberta vuole comprare dei jeans molto costosi e scopre che Rallo possiede proprio i 300 $ necessari per acquistarli. Rallo trova degli assorbenti usati nel cestino del bagno così, ignorando cosa siano le mestruazioni, crede che Roberta stia per morire. Roberta ne approfitta e gli chiede i soldi per acquistare i jeans che tanto desidera.

## Una morte inaspettata
- Titolo originale: Gone With the Wind
- Diretto da: Ron Rubio
- Scritto da: Bill Oakley

### Trama
Cleveland sta seguendo una dieta specifica per il colesterolo alto, a causa della quale emana continuamente delle flatulenze. Tuttavia, partecipando ad una gara di karaoke, arriva insieme a Donna in finale contro Tim ed Arianna proprio grazie ai suoi peti, che conquistano gli applausi di tutti. Intanto, Cleveland apprende che l'ex moglie Loretta è morta a causa di Peter Griffin, cadendo dalla casa mentre faceva il bagno nella vasca. Inizialmente è preoccupato per come potrebbe reagire Jr., ma, al funerale, è proprio lui che scoppia a piangere. Donna è scioccata dal fatto che Cleveland abbia pianto per Loretta dopo tutto quello che ha passato a causa sua, così decide di non partecipare più con lui alla finale di karaoke, bensì con l'allenatore McFall. In seguito Cleveland capisce che ha pianto perché non riusciva a spiegarsi come Loretta potesse essere morta mentre era nella vasca da bagno quando anche a lui era capitato un milione di volte lo stesso incidente uscendone sempre incolume. Cleveland e Donna si riappacificano e vincono la gara, la coppa e 500 $.

## Amore fraterno
- Titolo originale: Brotherly Love
- Diretto da: Anthony Agrusa
- Scritto da: Justin Heimberg

### Trama
Cleveland e Terry, mentre sono al lavoro, vengono confusi per due spogliarellisti, ma stanno al gioco. Rendendosi conto di non essere molto desiderato dalle donne, ma anche di quanto possa essere fruttuante tale lavoro, Cleveland diventa il pappone di Terry. Donna, venuta a sapere dell'attività illegale del marito, gli comunica la sua disapprovazione, ma a Cleveland non importa. Tuttavia, anche Terry gli dice di essersi stufato di fare il prostituto, così decidono insieme di finirla.
Frattanto, Rallo aiuta Junior a conquistare la bellissima Chanel, ostacolati da Kenny West, rapper molto famoso in città, ex-ragazzo di lei. Kenny e Junior si sfidano in una gara di rap a casa di Federline e, nel provocarsi, diventano amici. Alla fine, Cleveland Jr. scopre che Chanel e l'ex-ragazzo hanno una figlia, così li invita a tornare insieme.

## La parata della fratellanza
- Titolo originale: Brown History Month
- Diretto da: Ian Graham
- Scritto da: Matt Murray

### Trama
È arrivato il mese della storia dei neri e Rallo si informa sulla storia della sua razza. Cleveland, influenzato dai discorsi ribelli di Rallo, litiga fortemente con Lester, arrivando persino a picchiarlo. I due finiscono in tribunale, dove il giudice li obbliga a costruire assieme un carro per la parata della fratellanza di Stoolbend.
Il giorno della parata, Rallo si intrufola nella casa di Lester per rubargli la bandiera confederata, ma rimane schiacciato da Kendra, caduta a causa di una distrazione mentre puliva gli scaffali della cucina, ma riesce a liberarsi e a salvarla dal coma imminente. Rallo, avendo avuto l'occasione di parlare con Kendra, guarda oltre il colore della sua pelle e prende atto del fatto che sia una brava persona. Su esempio di Rallo, Cleveland fa pace con Lester.

## La febbre del gioco
- Titolo originale: Cleveland's Angels
- Diretto da: Oreste Canestrelli
- Scritto da: Clarence Livingston

### Trama
A Stoolbend è stato inaugurato un nuovo casinò, il Bigg Nugget, e Cleveland ci va assieme a Tim, Holt e Lester. Purtroppo Cleveland perde tutti i suoi soldi, inclusi i 2000 $ che Donna aveva risparmiato per il college di Roberta. Tuttavia, osservando come anche Holt abbia perso tutti, si accorge che il dealer del Blackjack bara, così, dopo essersi scusato con la moglie, chiede a Donna, Arianna e Kendra di aiutarlo a riprendersi i soldi rubati. Esse allora, imitando le Charlie's Angels, seguono le istruzioni di Cleveland e, grazie all'abilità di Kendra nel gioco d'azzardo, recuperano i soldi del college di Roberta.

## Il testimone
- Titolo originale: You're the Best Man, Cleveland Brown
- Diretto da: Justin Ridge
- Scritto da: Kirker Butler

### Trama
Alla lettura del testamento di Loretta Cleveland scopre che Cleveland Jr. erediterà tutti i beni della sua ex-moglie e che gli è vietato rivelarne l'ammontare o darne qualsiasi somma a Cleveland. Junior riempie di regali Donna, Roberta e Rallo. Quando Cookie e LaVar annunciano che si stanno trasferendo a Stoolbend e che hanno in piano di risposarsi, Junior si offre di pagare per il matrimonio e propone di celebrarlo nel giardino di casa. LaVar, spronato dalla moglie, chiede al figlio di fargli da testimone di nozze, ma, dopo aver conosciuto Robert Tubbs, scopre di avere uno spirito più affine con lui e chiede proprio all'ex-marito di Donna di fargli da testimone. Il giorno dopo, sia Robert che LaVar non si presentano al matrimonio, così Cookie decide di rinunciare e tornare a casa. Cleveland si precipita ad affrontare il padre e gli dice che è un codardo, in quanto ha paura di sposare Cookie. LaVar rimane colpito dalle parole di Cleveland e va a chiedere scusa a Cookie. Alla fine dell'episodio, i due si sposano.